# Citroën Méhari

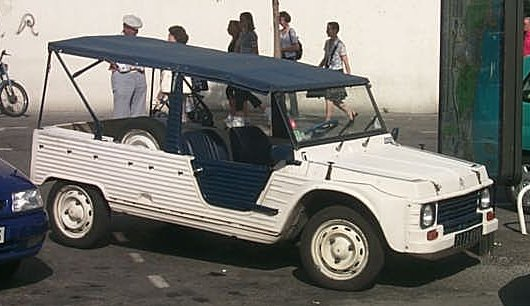
Citroën Méhari.

El Citroën Méhari, (D'aspecte molt semblant a un automòbil dissenyat i fabricat a Xile el 1973 conegut com a "Yagán", o al "Dalat" Vietnamita de 1970), és un automòbil de baix cost descapotable produït pel fabricant francès Citroën entre els anys 1968 i 1988. Es van construir en total 144.953 unitats d'aquest model a Europa.
El Méhari està basat en el Citroën 2CV a Europa i al Citroën 3 CV a Amèrica del Sud, i té una carrosseria de plàstic a Europa i de PRFV a Argentina i Uruguai. El seu motor era el mateix motor gasolina bicilíndric de 602 cc de cilindrada, provinent del 2CV o 3 CV.

## Producció Argentina
Es va fabricar en dos períodes diferents: 1971-1980 mitjançant Citroën Argentina SA amb 3997 unitats produïdes. L'empresa IES (Indústries Emilio Sal Lari) en 1984 "ressuscita" el model, aquest cop sota la denominació safari per un parell d'anys, fins a 1986, mantenint totes les característiques tècniques del model original.

## Altres versions
A més de la versió amb tracció davantera, a Europa es va fabricar una amb tracció a les quatre rodes entre 1980 i 1983, té una gran distància del xassís a terra i amortidors del darrere de ballestes, que li permeten circular per terrenys inhòspits. El Méhari pesa menys de 600 kg.. L'Exèrcit Francès va utilitzar el Méhari, modificant per operar amb un sistema elèctric de 24 V. El motor oferia la petita xifra de 33 cv, i arribava als 103 km / h amb vent a favor